# Mahlstetten
Mahlstetten település Németországban, azon belül Baden-Württembergben. Lakosainak száma 806 fő (2023. december 31.). Mahlstetten Böttingen, Kolbingen és Mühlheim an der Donau községekkel határos.

## Népesség
A település népessége az elmúlt években az alábbi módon változott:
| Lakosok száma | 672  | 729  | 705  | 701  | 698  | 714  | 753  | 731  | 754  | 806  |
|               | 1961 | 1967 | 1974 | 1980 | 1987 | 1993 | 2000 | 2006 | 2013 | 2023 |